# Jacobo Arenas
Luis Alberto Morantes Jaimes, alias Jacobo Arenas (Bucaramanga, 21 de enero de 1917-La Uribe, 10 de agosto de 1990), fue un guerrillero colombiano, principal líder ideológico y cofundador de la guerrilla de las Fuerzas Armadas Revolucionarias de Colombia- Ejército del Pueblo (FARC-EP) desde 1964 hasta su muerte. Fue partícipe en la organización y creación del partido político Unión Patriótica en 1985.

## Biografía
Trabajó en Bucaramanga y luego sirvió entre 1938 y 1945 como soldado del Batallón Guardia Presidencial y mensajero del Ministerio de Guerra. 
Tras el inicio de la Segunda Guerra Mundial, Morantes se involucró en la política y llegó a ser líder de las Juventudes Liberales del departamento de Santander. Tiempo después se enroló en las filas del Partido Comunista Colombiano. Llegó a ser diputado de la Asamblea Departamental de Santander por el Movimiento Revolucionario Liberal. En 1948, se mudó a Barrancabermeja donde trabajó en oficios varios y siguió envuelto en organizaciones políticas con el  Partido Comunista Colombiano (PCC).  Arenas pasó la mayor parte de su vida en actividades marxistas en Colombia desde antes  de 1960. Junto a Hernando Gonzales Acosta hacen escuela de formación en la Unión de Repúblicas Socialistas Soviéticas (URSS).

### La Violencia
Jacobo Arenas fue enviado por el Partido Comunista Colombiano (PCC) como activista político para ayudar a organizar una comunidad de autodefensas y guerrillas en el enclave rural conocido como Marquetalia en Planadas (Tolima), donde se había concentrado un número de campesinos desplazados durante la época de La Violencia. Se unió a Manuel Marulanda, exmilitante del Partido Liberal Colombiano durante la violencia y vinculado al Partido Comunista Colombiano, con quien estableció una relación de liderazgo en Marquetalia. 
El triunfo de la revolución cubana de 1959 motiva al Partido Comunista Colombiano a enviar promesas de su organización, como Arenas, a comandar a campesinos liberales y comunistas en sus áreas de influencia bajo el modelo emprendido por el marxista argentino Ernesto Guevara para organizar a revolucionarios cubanos. El esquema subsistió hasta la operación Marquetalia, que diluyó esas estructuras pero dio origen a las FARC-EP en 1966, a donde pasó Arenas. La muerte del Che Guevara en octubre de 1967 fue interpretada por las FARC-EP como ejemplo del 'sacrificio revolucionario', sostenido por Jacobo Arenas y otras figuras ideológicas. 

### Militancia en las FARC-EP

#### Fundación de las FARC-EP
Estuvo con la guerrilla de Manuel Marulanda, durante la Operación Soberanía, en 1964 participó en la Toma de Inzá (Cauca) en 1965, perteneció desde entonces a lo que sería el Bloque Sur, con otros grupos guerrilleros y que en 1966 se consolidó como las Fuerzas Armadas Revolucionarias de Colombia. Participó en la formulación del Programa agrario de los guerrilleros.
Como cuadro intelectual, Arenas organizó un programa educativo de gran escala para adoctrinar a los primeros combatientes de la guerrilla de las FARC-EP, provenientes de familias campesinas pobres y analfabetas y los introdujo en la teoría Marxista-Leninista.Llegó a hablar varios idiomas como el inglés y ruso. Dentro de las FARC-EP impartía lecciones de antropología, legislación militar internacional y otras materias.
Cuando las FARC-EP comenzaron operaciones después de mayo de 1966, era un grupo pequeño de guerrilleros, razón por lo cual no tenía inicialmente problemas financieros significativos y contaban con disponibilidad de raciones de alimentos suministrada por los campesinos aliados. El dinero para operar lo aportaba el Partido Comunista Colombiano o salía de ventas clandestinas individuales, extorsiones, emboscadas e incursiones a pueblos, bancos y haciendas en las tomas guerrilleras. 

#### Periodo 1974-1990
Con el crecimiento de las FARC-EP y el aumento de las capacidades del Ejército Nacional recibidas a través del entrenamiento de Estados Unidos, las necesidades de las FARC-EP aumentaron. Desempeñó un papel importante en materia financiera para las FARC-EP. Imitando a Kim Il-sung, tomó el modelo de "estado secreto"  que se orientaba al desarrollo de la capacidad interna, estando esta complementada con una ayuda limitada del exterior (la URSS y la República Popular de China).
La Séptima Conferencia de FARC-EP de 1982  consolida como un  un ejército de 3.000 guerrilleros, con 32 frentes,estableció los "impuestos revolucionarios", aplicables al negocio cada vez mayor de la droga en sus áreas de la influencia y a otros sectores económicos, que serían cobrados en forma de extorsiones y secuestros a quienes se rehusaran a cancelarlos. La decisión creó conflictos con narcotraficantes y terratenientes que respondieron a la medida mediante grupos paramilitares y de autodefensa. Se implementó un plan estratégico contemporáneo que las transformara en un "Ejército del pueblo", añadiendo a su sigla la de "EP", con capacidad para combinar todas las formas de lucha (político y militar).  Promueve la generación de las denominadas Economías del Común.
Arenas propuso el acercamiento con los demás grupos Guerrilleros, propuesta que fue tomada en cuenta y se logra la creación de la Coordinadora Guerrillera Simón Bolívar, con la participación del ELN, EPL, PRT, Quintín Lame, M-19 y las FARC-EP.

#### Acuerdos de La Uribe y creación de la Unión Patriótica
Dentro del alto al fuego pactado con el gobierno de Belisario Betancur en los Acuerdos de la Uribe en 1984, las FARC-EP en conjunto con organizaciones sociales y políticas fundaron la Unión Patriótica (UP) en 1985. Este partido político fue inspirado y conducido por Jacobo Arenas, entonces segundo comandante de Manuel Marulanda, y aspiraba a presentarse como candidato presidencial en 1986. Un artículo del diario El Tiempo reveló que alias Jacobo Arenas pensó en hacer una enorme presentación en Bogotá que se frustró por amenazas de sectores radicales. La revista Semana reveló también que el líder guerrillero había comprado un traje caro para estrenar ese día. Bajo el periodo de cese al fuego, las FARC-EP fueron acusadas de ejecutar un número reducido de operaciones armadas, reclutar combatientes y ejecutar secuestros, tensionando las conversaciones con el gobierno. Arenas argumentó que la mayoría de tales operaciones armadas eran respuesta a provocaciones del Ejército Nacional.
Arenas renunció a su aspiración presidencial y la Unión Patriótica se vio enfrentada al exterminio de la organización (por lo menos 4.153 personas asesinadas, secuestradas o desaparecidas), entre ellos los posteriores aspirantes presidenciales Jaime Pardo Leal y Bernardo Jaramillo Ossa.
Varios sectores insistieron en el diálogo con las FARC-EP para su desmovilización y participación política.

## Muerte
Fue sorprendido por un infarto mientras se encontraba dando un discurso de arenga a los guerrilleros para insistir en un diálogo de paz con el gobierno de César Gaviria y a la vez participar en la Asamblea Nacional Constituyente. Arenas fue remitido a un pequeño centro médico en Casa Verde donde falleció, y fue posteriormente enterrado en un pequeño mausoleo hecho de palmas y madera. El complejo de Casa Verde fue tomado por tropas del Ejército Nacional meses después en la Operación Casa Verde. La muerte del comandante fue acogida por las FARC-EP como una gran perdida.
El hijo de alias Jacobo Arenas, conocido como Francisco Arenas,  continuo en las filas de las FARC-EP y fue abatido en 2004. Alfonso Cano se convirtió en el reemplazo de Jacobo Arenas como líder ideológico del grupo y se visualizó como sucesor de Manuel Marulanda, como efectivamente sucedió en 2008 tras la muerte de este.

## Obras
- Diario de la resistencia de Marquetalia o "Diario de Marquetalia" (1972). Ediciones Abejón Mono, Bogotá.[25]
- Cese el fuego: una historia política de las FARC (1985). Editorial Oveja Negra. Bogotá. ISBN 9788482800974
- Paz, amigos y enemigos (1990). Editorial Oveja Negra. Bogotá.[26]
- Con  Nicolás Buenaventura Trabajo y Pensamiento (2016) Ocean Sur, Bogotá. ISBN 9781925317114